# Hjo landsfiskalsdistrikt
Hjo landsfiskalsdistrikt var 1918–1964 ett landsfiskalsdistrikt i Skaraborgs län, bildat när Sveriges indelning i landsfiskalsdistrikt trädde i kraft den 1 januari 1918, enligt beslut den 7 september 1917. Den 1 januari 1965 avskaffades i Sverige samtliga landsfiskaler och landsfiskalsdistrikt, och deras arbetsuppgifter delades upp på de nyskapade indelningarna polisdistrikt, åklagardistrikt och kronofogdedistrikt.
Landsfiskalsdistriktet låg under länsstyrelsen i Skaraborgs län.

## Ingående områden
När Sveriges nya indelning i landsfiskalsdistrikt trädde i kraft den 1 oktober 1941 (enligt kungörelsen den 28 juni 1941) lämnades Hjo landsfiskalsdistrikt opåverkat, men regeringen anförde i kungörelsen att den ville i framtiden besluta om Hjo stads förenande med landsfiskalsdistriktet. Från den 1 januari 1945 (enligt beslut 20 oktober 1944) tillhörde staden landsfiskalsdistriktet, dock skulle stadsfiskals- och stadsfogdetjänsterna i staden bibehållas . 1 januari 1947 ombildades Kyrkefalla landskommun till Tibro köping. När Sveriges nya indelning i landsfiskalsdistrikt trädde i kraft den 1 januari 1952 (enligt kungörelsen 1 juni 1951) ändrades distriktets indelning både genom kommunreformen 1952 samt överföring av områden till andra närliggande distrikt. Kommunen Mofalla överfördes till Gudhems landsfiskalsdistrikt, den upplösta Breviks landskommun överfördes till Karlsborgs landsfiskalsdistrikt och kommunerna Norra och Södra Fågelås överfördes till Tidaholms landsfiskalsdistrikt. Från och med 1 januari 1952 upphörde även stadsfiskalstjänsten i Hjo stad.

### Från 1918
Kåkinds härad:
- Breviks landskommun
- Grevbäcks landskommun
- Hjo landskommun
- Kyrkefalla landskommun
- Mofalla landskommun
- Norra Fågelås landskommun
- Södra Fågelås landskommun

### Från 1945
- Hjo stad (förutom stadsfiskals- och stadsfogdetjänsterna)

Kåkinds härad:
- Breviks landskommun
- Grevbäcks landskommun
- Hjo landskommun
- Kyrkefalla landskommun
- Mofalla landskommun
- Norra Fågelås landskommun
- Södra Fågelås landskommun

### Från 1947
- Hjo stad (förutom stadsfiskals- och stadsfogdetjänsterna)

Kåkinds härad:
- Breviks landskommun
- Grevbäcks landskommun
- Hjo landskommun
- Mofalla landskommun
- Norra Fågelås landskommun
- Södra Fågelås landskommun
- Tibro köping

### Från 1 januari 1952
- Hjo stad
- Tibro köping